# Districte de Lamjung

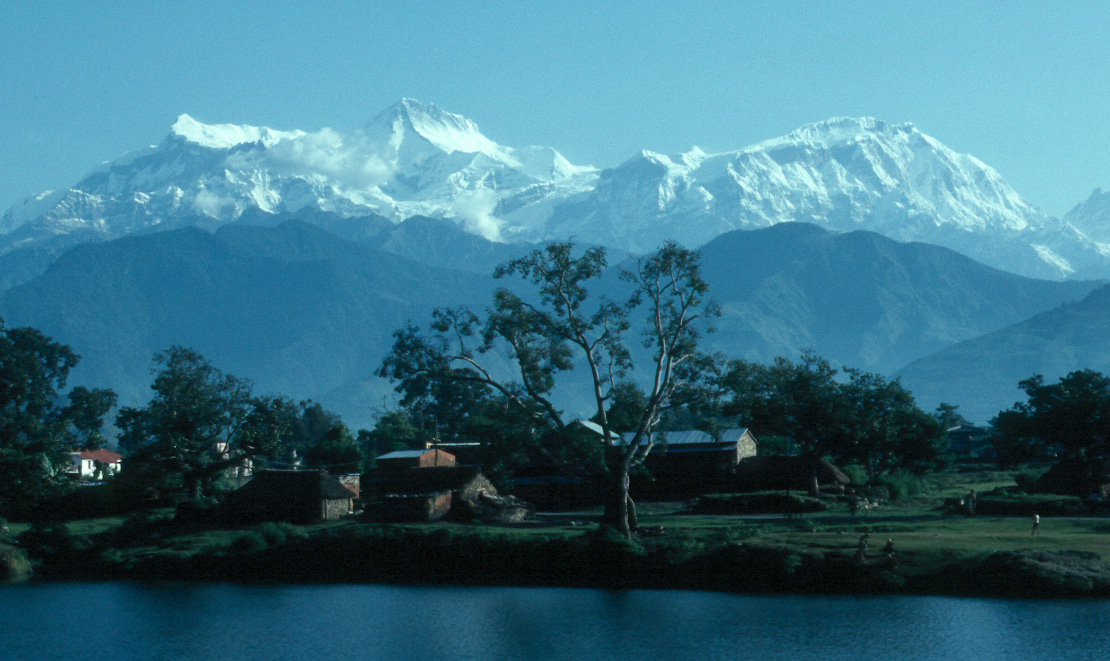

El Districte de Lamjung (Nepali: लमजुङ जिल्ला) forma part de la Zona de Gandaki, és un dels setanta-cinc districtes de Nepal. El districte, amb capital a Besisahar, cobreix una àrea d'1,692 km² i té una població (2001) de 177,149. Lamjung cobreix principalment poblacions agrícoles.

## Geografia i Clima
| Zona de clima     | Altura                                  | % Àrea |
| ----------------- | --------------------------------------- | ------ |
| Superior Tropical | 300 a 1,000 metres1,000 a 3,300 ft.     | 18,5%  |
| Subtropical       | 1,000 a 2,000 metres3,300 a 6,600 ft.   | 34,0%  |
| Temperat          | 2,000 a 3,000 metres6,400 a 9,800 ft.   | 20,3%  |
| Subalpí           | 3,000 a 4,000 metres9,800 a 13,100 ft.  | 14,1%  |
| Alpí              | 4,000 a 5,000 metres13,100 a 16,400 ft. | 8,0%   |
| Nival             | Damunt 5,000 metres                     | 3,6%   |
| Trans-Himalayan   | 3,000 a 6,400 metres9,800 a 21,000 ft.  | 1,3%   |